# El siglo de las luces

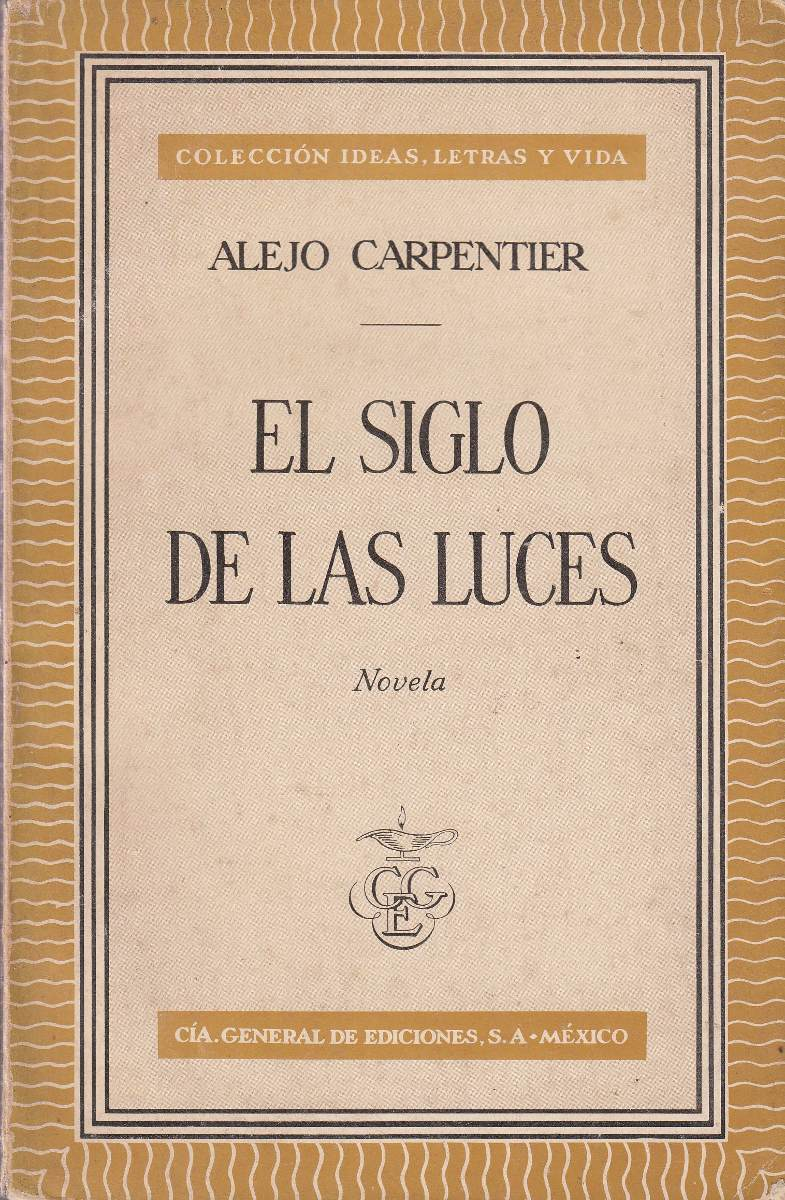
Page de garde de la première édition du roman "El siglo de las luces".

El siglo de las luces est un roman d'Alejo Carpentier publié en 1962, adapté à la télévision par Humberto Solás en 1992. La narration suit le parcours de jeunes Havanais aux prises avec les mouvements politiques et sociaux qui embrasent les Antilles dans le sillage de la Révolution française. Après leur rencontre avec le négociant Victor Hugues et son ami Ogé, un médecin mulâtre dont le frère a joué un rôle historique important lors de la révolution haïtienne, Carlos, Sofia et Esteban sont les protagonistes d'une fresque historique et d'une véritable allégorie de la condition humaine. 
Si les personnages principaux sont fictifs, l'auteur représente également des personnalités historiques, notamment Victor Hugues, ou encore Jacques-Nicolas et Brigitte Billaud-Varenne.
Ce roman des plus sombres par la violence des événements historiques relatés, sur le fond desquels l'intrigue prend pied, est pourtant celui d'un succès, en particulier celui de Sofia, après l'échec du protagoniste de Los pasos perdidos (1953).